# Aurora (corvetta 1788)
L'Aurora è stata una corvetta in servizio con la Real Marina del Regno delle Due Sicilie.

## Storia operativa
Nel 1808 partecipò ad uno scontro ad Ischia contro 24 cannoniere napoletane. Nel 1814 partecipò alla cattura di La Spezia contro i francesi.
Con decreto del 17 ottobre 1820 la corvetta Stabia venne venduta insieme ad altre unità ormai giudicate inutilizzabili dalla marina (vascello San Ferdinando, fregata Cerere, corvette Stabia e Fama, golette Lampo, Santa Isabella e Gioja, nove cannoniere e altro naviglio minore).

## Comandanti
- Capitano di fregata Antonio Valvi
- Capitano C. de Sterlich
- Capitano di corvetta Ruggero Settimo